# Iiro Seppänen
Iiro Akseli Seppänen (* 13. Juli 1975 in Helsinki) ist professioneller Basejumper (mit über 400 Sprüngen), Schauspieler, Regisseur und Produzent. Er lebt zurzeit in Los Angeles, Kalifornien. 2005 veröffentlichte er seinen Dokumentationsfilm The Ground is the Limit, den er mit seinem Freund Jeb Corliss drehte.

## Filmografie

### Schauspieler
- 1995: Täyttä taikaa (TV-Serie)
- 1996: Lihaksia ja luoteja (TV-Serie)
- 1996: Ajankohtainen kakkonen (TV-Serie)
- 2001: Se on siinä (TV-Serie)
- 2003: Tosi tarina: Se on sitten Solmu
- 2003–?: Mitä ihmettä? (TV-Serie)
- 2004: Noriko Show (TV-Serie)
- 2005: Perjantai-illan unelma
- 2006: The Courier (TV-Serie)

### Regisseur
- 2005: The Ground is the Limit

### Produzent
- 2006: The Courier (TV-Serie)

## Beleg
- groundisthelimit.com. Abgerufen am 29. August 2016

| Personendaten    | Personendaten                                                             |
| ---------------- | ------------------------------------------------------------------------- |
| NAME             | Seppänen, Iiro                                                            |
| ALTERNATIVNAMEN  | Seppanen, Iiro; Seppänen, Iiro Akseli                                     |
| KURZBESCHREIBUNG | finnischer Extremsportler, Basejumper, Schauspieler, Produzent, Regisseur |
| GEBURTSDATUM     | 13. Juli 1975                                                             |
| GEBURTSORT       | Helsinki                                                                  |